# イ・フン
イ・フン（이훈 、1973年5月6日 - ）は、韓国の俳優。光州広域市出身。

## 略歴
1994年、MBC特別採用。MBC 時事コメディ『青年内閣』でデビュー。
明るくさわやかで純粋な役が多い演技派の俳優である。その優しい眼差し、さわやかな風貌からは想像できない鍛えられたたくましい肉体を持ち、自身でもフィットネスクラブを運営している。
2000年に学生時代から付き合っていた女性と結婚した。

## 出演作品

### 映画
- 1番街の奇蹟（2007年）

### テレビドラマ
- 総合病院（1994年-1996年、MBC）
- スター誕生（1997年、KBS）
- ワンチョ（1999年、MBC）
- バットボーイズ（2000年、MBC）
- 死ぬほど好き（2003年、MBC）
- 王の女（2003年-2004年、SBS）
- 三つ葉のクローバー（2005年、SBS）
- 愛と野望（2006年、SBS）
- 私の男の女（2007年、SBS）
- 愛をたずねて三千里（2007年-2008年、SBS）
- 幸せです（2008年、SBS）
- MY DREAM（2009年、SBS）
- 不屈の嫁（2011年、MBC）
- 21世紀家族（2012年、tvN）
- メイクイーン（2012年、MBC）
- フルハウスTAKE2（2012年、TBS）
- 一抹の純情（2013年、KBS）
- 愛を抱きしめたい（2016年、SBS）
- 最強配達人（2017年、KBS）
- 優雅な母娘（2019年-2020年、KBS）

・復讐の渦（2023年、MBC）

## 受賞
- 2005年 SBS演技大賞連続ドラマ部門演技賞